# Pileus de Prata
Pileus de Prata celým jménem Pietro Pileo di Prata (nebo da Prata) (1320–1330 Castello di Prata, prosinec 1401 Řím) byl italský biskup, arcibiskup ravennský, kardinál, diplomat a papežský nuncius v období papežského schizmatu. Patřil k nejaktivnějším a nejdéle činným římským prelátům své doby. Jako papežský nuncius se zapsal také do českých dějin, od roku 1354 byl dlouholetým přítelem císaře Karla IV., po jeho smrti sjednal sňatek jeho dcery Anny s anglickým králem Richardem II. a po určitou dobu ovládal církevní politiku krále Václava IV.

## Život a kariéra
Pocházel z hraběcího rodu Prata di Pordenone, narodil se na hradě v Pratu jako syn Biaquina de Prata, hraběte z Porcie a Brugnery, a jeho manželky Enselgardy da Carrara, která patřila k nejvýznamnějším rodinám v Padově. Jeho bratranec Francesco I. da Carrara (1325–1393) byl starostou Padovy a přítelem básníka Francesca Petrarcy.
Od dětství byl předurčen k církevní kariéře. Vystudoval na Padovské univerzitě obvyklé obory filozofii, kanonické právo a teologii. Byl poté vysvěcen na arcikněze padovské kapituly. V roce 1354 se poprvé setkal s králem Karlem IV., kterého doprovázel na jeho první korunovační cestě do Říma a spřátelil se s ním na celý život.
1. června 1358 byl zvolen biskupem v Trevisu (1358–1359), následující léta biskupem v Padově (1359–1369), 23. ledna 1370 byl jmenován arcibiskupem z Ravenny. V té době pobýval v Bologni u papeže Řehoře XI., který jej 3. ledna 1371 jmenoval svým legátem. V roce 1375 jej vyslal jako svého nuncia do Brugg. 18. září 1378 ho papež Urban VI. povýšil na titulárního kardinála kostela Santa Prassede v Římě, poté Pileus odstoupil z funkce arcibiskupa z Ravenny.
Dále jej papež jmenoval svým legátem v Německu na dvoře hraběte Ludvíka II. Flanderského. Zároveň papeže zastupoval v Dánsku, Švédsku a Norsku; dopisoval si s francouzským králem Karlem V.

### České mise
V únoru roku 1379 Pileus přicestoval do Čech. V Kutné Hoře se 6. března 1379 setkal s odstoupivším pražským arcibiskupem Janem Očkem z Vlašimi, jemuž slavnostně odevzdal kardinálský klobouk, a to jako prvnímu českému kardinálovi v historii. Slavnosti se zúčastnila císařovna vdova Alžběta Pomořanská, aby zastoupila nepřítomného krále Václava IV., který předtím odcestoval na říšský sněm. Dne 5. dubna 1379 se Pileus sešel v Praze v Arcibiskupském paláci s Václavem IV. a pražskými arcibiskupy Janem z Jenštejna a (bývalým) Janem Očkem z Vlašimi, aby přednesli přísahu věrnosti papeži Urbanovi VI. Kardinál si dále zajistil u českého krále Václava IV. penzi z kutnohorské urbury ve výši 20 hřiven stříbra. Do Čech se Pileus vrátil hned následující rok, kdy je doložen při zábavách krále Václava IV. na Křivoklátě a na hradě v Písku.
V letech 1380-1381 sjednával sňatek královy sestry Anny s anglickým králem Richardem II., zúčastnil se také českého poselstva do Londýna na jaře roku 1381. V této souvislosti byl Pileus povýšen na kardinála a legáta v Anglii.

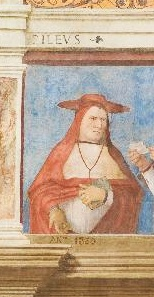
Kardinál Pileus na fresce v Padově (1505)

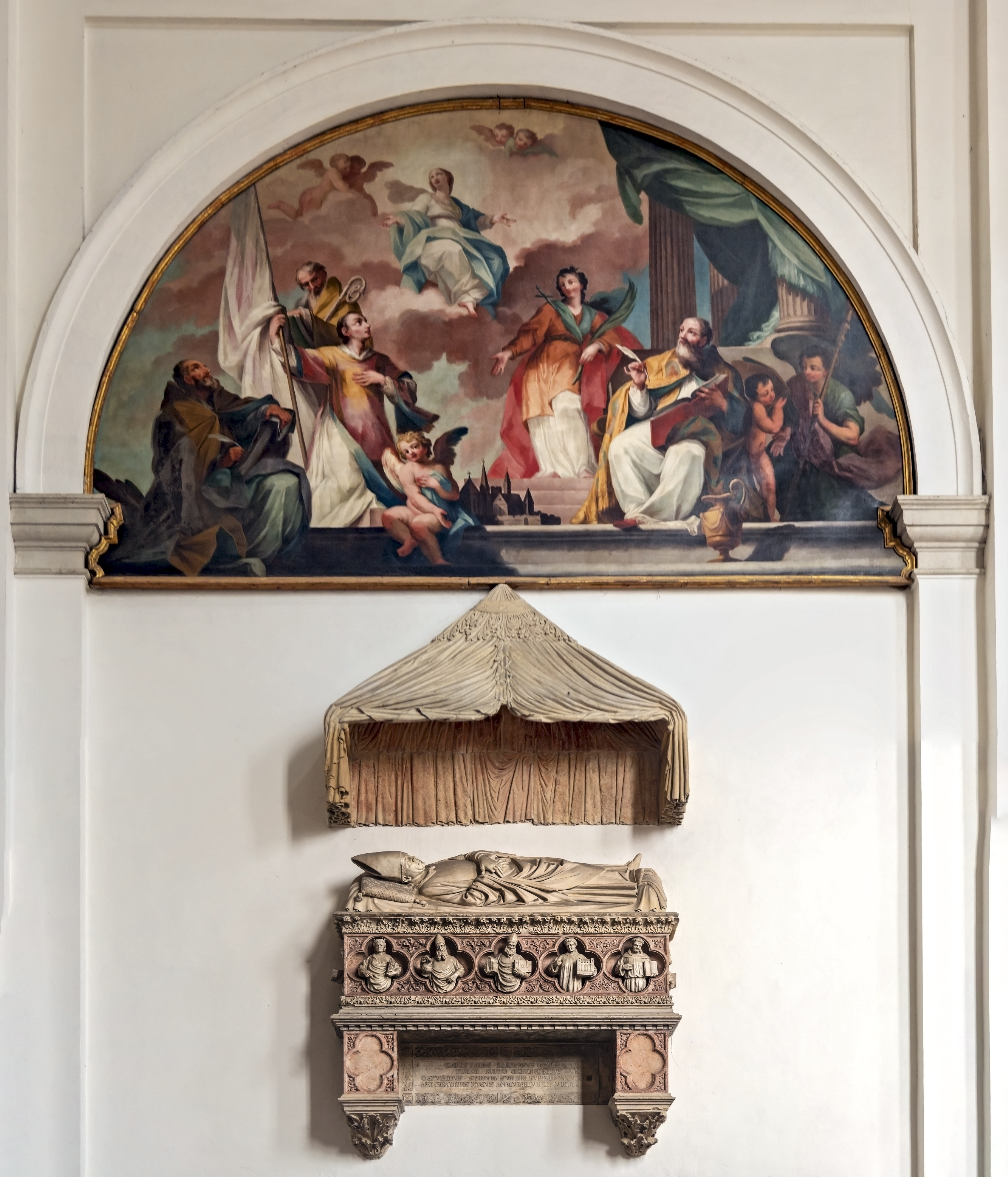
Pileův náhrobek v kapli Nejsvětější svátosti, katedrála v Padově

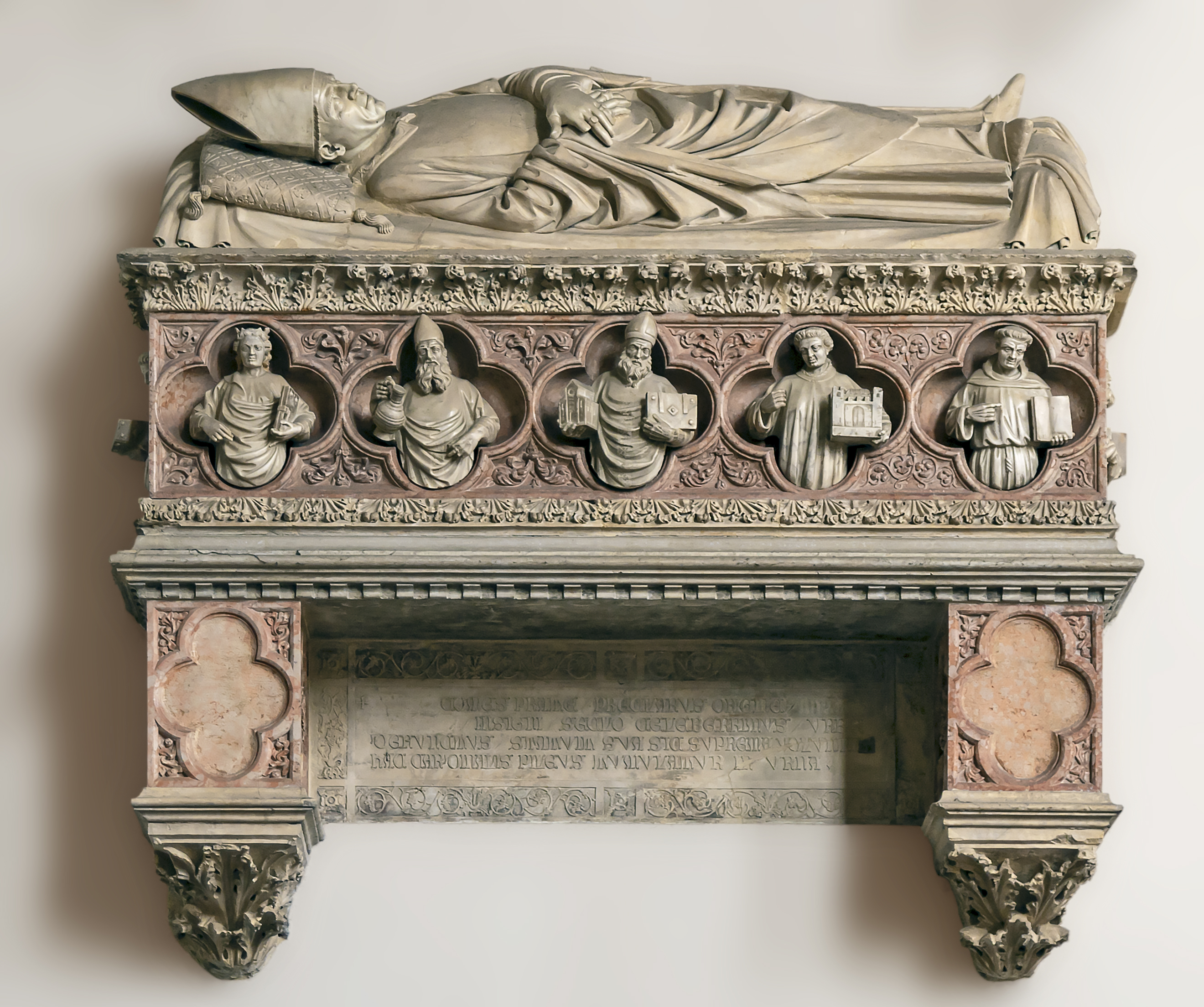
Pileova náhrobní tumba, Pierpaolo dalle Masegne, 15. století, katedrála v Padově

### Evropské cesty
Na svých misích během papežského schizmatu procestoval mnohá evropská města, především Římské říše, kláštery a kostely, opakovaně pobýval v Mohuči, Frankfurtu nad Mohanem, Wormsu, Špýru, Norimberku, Praze a dalších městech, například v roce 1380 navštívil Auerbach v Horní Falci, v roce 1381 položil základní kámen kartuziánského kláštera v Norimberku, jménem papeže projednával dohled nad dodržováním církevních předpisů konzistoře, prověřoval stížnosti na církevní hodnostáře, povoloval zmírnění řehole a předpisů (například augustiniánům kanovníkům v Praze na Karlově povolil zřídit jednotlivé cely pro každého z řeholníků). Udělil stovky odpustků, například v roce 1379 pro kostel a špitál sv. Františka v Praze,  pro Vyšehradskou baziliku,, pro návštěvníky kláštera Božehrobců v Praze na Zderaze, kostela sv. Jiljí v Praze, roku 1380 pro Chotěšovský klášter pro Mariánský chrám ve falckém Tiefenthalu, pro klášterní kostel sv. Jakuba na Donnersbergu, pro kostel Panny Marie Sněžné v Praze nebo pro farní kostel v Nové Říši.) Dal prozkoumat eucharistický zázrak z Boxtelu, uznal jej a dekretem z 25. června 1380 tam povolil pouť.
V roce 1385 odcestoval do Neapole, aby se projednal smíření krále Karla III. s papežem. Kromě toho formálně vykonával úřad titulárního biskupa - kardinála diecéze Frascati v již dávno zrušeném Tusculu (1385–1386).
Na konci roku 1385 byl jedním z pěti kardinálů, kteří římskému kléru vydali oběžník, odsuzující násilí papeže Urbana VI. Ten za to dal Pilea zatknout, ale kardinál uprchl a v roce 1386 na protest veřejně spálil svůj kardinálský klobouk na hlavním náměstí v Pavii.
Podrobil se avignonskému vzdoropapeži Klementovi VII., který jej ustanovil správcem diecéze Viviers, uznal jeho kardinálský titul a poslal mu nový klobouk; Urban VI. ho však 3. října 1387 exkomunikoval. Pileus osobně navštívil vzdoropapeže v Avignonu a ten ho v roce 1388 poslal v čele armády do severní Itálie.
Urban VI. zemřel v říjnu 1389. Kardinál Pileus se poté okamžitě odvrátil od protipapeže Klementa VII. a podřídil se legitimnímu papeži Bonifáci IX. Tak dosáhl zrušení své exkomunikace, navrácení kardinálské důstojnosti a znovu získal červený kardinálský klobouk. Díky tomu se mu přezdívalo Cardinal tricapella (kardinál se třemi klobouky'), protože dokázal úspěšně sloužit třem papežům, Urbanovi VI., Klementovi VII. a Bonifáci IX.
13. února 1391 byl opět pastorem diecéze Frascati. V roce 1392 ho papež pověřil reorganizací univerzity v Perugii a roku 1393 jej jmenoval svým legátem v Umbrii. V roce 1394 založil kardinál své „Collegio Pratense“, školu pro chudé studenty v Padově, a dal jí připsat celé své jmění, aby zajistil 20 míst pro studenty kanonického práva. 9. ledna 1397 se kardinál Prata natrvalo vrátil do Říma, kde jej papež jmenoval generálním vikářem. V roce 1398 celebroval vánoční mši na papežském dvoře za přítomnosti sedmi kardinálů. V prosinci 1401 (některé prameny uvádějí i rok 1400) zemřel. Byl pohřben v kapli Nejsvětější svátosti padovské katedrály, kde se zachovala celá jeho hrobka i s nástěnným sarkofágem s kardinálovou ležící sochou.